# Hay amores que matan (telenovela)
Amanda, hay amores que matan (más conocida como Hay amores que matan en Venezuela y Amanda en algunos países) es una telenovela venezolana producida y transmitida por RCTV en el año 2000. 
Protagonizada por Carolina Tejera y Luis Fernández. Antagónizada por el primer actor Carlos Olivier con las actuaciones estelares de Carlos Cámara Jr., Gledys Ibarra, Franklin Virgüez, Julie Restifo, Jennifer Rodríguez y Alicia Plaza. Las actuaciones especiales de Alba Roversi y Roberto Moll.

## Sinopsis
En 1975, tres jóvenes periodistas investigan con la ayuda de un sacerdote, el Padre Tejedor, la participación de Gumersindo Montenegro (un brillante político en ascenso) en delitos relacionados con el narcotráfico y otros hechos punibles donde se ven involucradas las fuerzas estatales. Sin embargo, Montenegro descubre el complot contra él y decide vengarse. 
Los resultados de su venganza son el asesinato de una parturienta, cuyo hijo es criado por el asesino de su madre; un hombre preso y condenado a vivir con el tormento de creer que su esposa le fue infiel; una mujer desaparecida a la que todos dan por muerta y la culpa que debe arrastrar el resto de su vida el Padre Tejedor, quien queda a cargo de una niña, Amanda, a la que cuidará como a una hija.
Veinticinco años después, el Padre Tejedor parece haber recabado las pruebas necesarias para desenmascarar de una vez por todas a Gumersindo Montenegro, hoy convertido en Viceministro de Estado, poseedor de un gran carisma y una imagen intachable ante los ojos del país. Dispuesto a defender la posición que ha logrado consolidar, Gumersindo asesina al sacerdote antes de lograr su cometido, hecho fatal que marca el encuentro de Amanda y César Augusto.
La sed de venganza que se despierta en Amanda y el odio exacerbado contra Gumersindo truncarán la culminación del amor de la pareja de César Augusto será presa fácil de Lucía Castro-León, su amor de juventud y fiestas.
Es apenas el inicio de la historia, donde además Mónica de Montenegro descubre el verdadero amor fuera de su matrimonio. Emma de Castro-León, viuda de alta sociedad se siente atraída por un hombre socarrón y pueblerino (Argimiro), que despierta en ella sus más primitivos instintos sexuales. Aleluya Sotomayor, ex prostituta, ilusionada con un hombre a quien no sabe casado (Charles Luis) y que además se ve obligada a compartir su vida con "Freddymático". Completa el cuadro, María Solita una joven que con sus inmaduros 17 años a cuestas hace de la vida un juego con el peligro aguardándola a la vuelta de cualquier esquina.
Es una historia de venganza, intrigas y desencuentros. Cinco mujeres, cinco historias que se emparentan en su sabor a presente y a verdad y nos explican por qué: "Hay amores que matan"...

## Elenco
- Carolina Tejera - Amanda Santacruz Barreto
- Luis Fernández - César Augusto Montenegro
- Carlos Olivier - Gumersindo Augusto Montenegro Rojas
- Carlos Cámara Jr. - Saturno Guzmán
- Gledys Ibarra - Aleluya Sotomayor de González
- Franklin Virgüez - Freddy "Freddymático" González
- Julie Restifo - Emma de Castro-León
- Jennifer Rodríguez - Lucía Castro-León
- Alba Roversi - Ifigenia Barreto
- Roberto Moll - Pancho Tejedor "Padre Tejedor"
- Alicia Plaza - Mónica de Montenegro
- Juan Carlos Alarcón - Machoflaco
- Ámbar Díaz - María Soledad González Sotomayor "María Solita"
- Alfonso Medina - José Humberto "Humbertico" Alcántara
- Flor Elena González - Elpidia
- Ileana Jacket - Florencia Elizondo
- Marcos Moreno - Alcides Rondón "El Indio"
- Juan Carlos Gardié - Charles Luis Viscaya Segundo
- Reina Hinojosa - Carmen Lozada
- Abel - Padre Beneficio
- Hans Cristopher - Alfredo Azcárate
- Leonardo Marrero - Argimiro Sotomayor
- Juliet Lima - Viviana Elizondo
- Margarita Hernández - Eva Santacruz
- Mirela Mendoza - Daniela
- Rebeca Alemán - Blanquita
- Martín Brassesco - Jean Franco
- Eduardo Luna
- Roberto Mateos- Edmundo de la Garza
- Winston Vallenilla
- Beatriz Fuentes
- Rhandy Piñango
- Ogladih Mayorga
- Elena Toledo
- Malena Alvarado
- Antonio Cuevas - Pepe Grillo
- Humberto García - Padre Ignacio
- Alexander Noguera - Atracador
- Anthony Gómez - Abogado
- Alejandro Loynaz
- Natalia Romero
- Alex Sánchez
- Hernán Mejía

## Producción
- Titular de Derechos de Autor de la obra original - Radio Caracas Televisión (RCTV) C.A.
- Historia original - Carlos Pérez
- Libretos - Carlos Pérez, Basilio Álvarez, José Manuel Peláez, Ana Carolina López, Ariana Martín
- Producida por - Radio Caracas Televisión C.A.
- Vice-Presidente de Dramáticos, Humor y Variedades RCTV Radio Caracas Televisión C.A. - José Simón Escalona
- Dirección general - Renato Gutiérrez
- Producción ejecutiva - Víctor Fernández
- Producción general - Marco Godoy
- Sonido - Franklin Ostos
- Producción de exteriores - Vladimir Salazar
- Dirección de exteriores - Mateo Manaure
- Musicalización - Rómulo Gallegos
- Música incidental y compuesta por - Vinicio Ludovic
- Coordinador - Gabriel Esparragoza
- Dirección de arte - Margarita Seanuene
- Diseño de vestuario - Silvia Vidal
- Escenografía - Jorge Vieira, Mario Rinaldi
- Edición - Alexis Montero
- Dirección de fotografía - Juan González, Mauricio Siso
- Director de fotografía invitado - Rolando Loewenstein

- Datos: Q5892938